# Jorge Vidal
Pour les articles homonymes, voir Vidal.
Jorge Vidal, né à Valparaíso au Chili en 1943 et mort à Valladolid en Espagne le 11 février 2006, est un peintre espagnol-chilien.

## Biographie
Né au Chili, il s'est rapidement rendu en Europe pour étudier à Genève. Ses premières expositions notables ont été réalisées à Valladolid, dans les années soixante, où il resta définitivement habiter en 1975 à la suite du coup d'État contre Salvator Allende en 1973. Sa femme, également peintre, se nommait Jo Stempfel.
Il poursuivit sa carrière tout entière en Castilla y Léon. Il était un peintre abstrait, et pour beaucoup le fondateur du groupe Jacobo de Simancas et le réel introducteur des techniques de l'abstrait en Castilla.